# Roberto Zerrillo
Roberto Pedro Zerrillo Capozzi (* 20. Juli 1902 in Montevideo; † 5. Mai 1955) war ein uruguayischer Tangogeiger, Bandleader und Komponist.

## Leben
Zerrillo studierte Violine am Conservatorio Facio und gehörte dem Streichquartett des Konservatoriums an, mit dem er eine erfolgreiche Europatournee unternahm. Er schloss das Studium mit einem Diplom als Musiklehrer und einer Goldmedaille ab. Ein parallel begonnenes Jurastudium an der Facultad de Derecho brach er ab, nachdem er sich für eine Laufbahn als Musiker entschieden hatte. Seine ersten Auftritte hatte er in Kinos in Montevideo. 1921 schloss er sich dem Orchester Carlos Warrens an, mit dem er an der Seite von Eduardo Arolas im Moulin Rouge debütierte.
Zum Ende des Jahres ging er nach Buenos Aires, wo er mit dem Orchester des Teatro Parisiana auftrat. Dort entdeckte ihn Juan Carlos Cobián, der Pianist im Orchester Osvaldo Fresedos. Nach einem Vorspiel engagierte ihn Fresedo für die Sommersaison 1921–22 im Ocean Club und im Club Mar del Plata. Sein Orchester war zu dieser Zeit prominent besetzt: Neben Fresedo selbst und Cobián gehörten ihm der Bandoneonist Luis Minervini und der Geiger Tito Roccatagliata an. Zerrillo trennte sich bald wieder von Fresedo und kehrte nach Montevideo zu Warren zurück. Sein Nachfolger wurde Manlio Francia. Neben seiner Arbeit mit Warren in Montevideo spielte Zerrillo mit Juan Baüer und Héctor Artola in einer Show bei Radio El Día.
Mit Edgardo Donato gründete Zerrillo Ende 1926 ein eigenes Orchester, zu dem neun Musiker gehörten: der Pianist Osvaldo Donato, die Geiger Edgardo Donato, Zerrillo und Armando Piovani, die Bandoneonisten Héctor Artola (ab 1927 ersetzt durch Juan Spera), Héctor Gentile und José Turturiello, der Cellist Ascanio Donato und der Kontrabassist Antonio Bancalá. Die Formation spielte im Royal, Chantecler, Hotel Carrasco und Teatro Solís und wurde 1927 von Augusto Álvarez für das Kino Select Lavall engagiert, wo sie im März 1928 mit dem Sänger Luis Díaz debütierte. Das als Orquesta Uruguaya bekannte Orchester spielte im Select Lavall die Uraufführung des Tangos Se va la vida von Donato und Zerrillo und erhielt einen Vertrag beim Label Brunswick, wo es 50 Titel aufnahm. Während der Karnevalsfeiern 1930 trat es im Teatro San Martín auf.
Mitte 1930 trennte sich Zerrillo von dem Orchester und reiste nach Chile. Im Folgejahr gehörte er neben Oreste Cúfaro und vielen anderen zu einer von Azucena Maizani geleiteten Künstlerdelegation, die durch Spanien und Portugal reiste. Nach seiner Rückkehr nach Buenos Aires Mitte 1932 gründete Zerrillo ein eigenes Orchester. Dieses debütierte im Kino Fénix in Flores, trat in den Theatern Porteño und Rose Marie in Soaps und bei Radio Nacional auf und nahm beim Label Victor ein Instrumentalstück und einen Tango mit dem Sänger Francisco Fiorentino auf. Nach einem Auftritt im Saal des Teatro Artigas in Montevideo wurde das Orchester aufgelöst.
1935 leitete Zerrillo eine Formation bei Radio Belgrano. Ab 1937 trat er mit einem Orchester in Radioshows auf, dem u. a. die Pianisten Emilio Barbato (später Fernando Martín) und Juan Carlos Howard, der Geiger Reynaldo Nichele und die Sänger Elsa Medina und Jorge Cardoso angehörten. Zwischen 1939 und 1942 spielte er sein Repertoire beim Label Victor ein. Im Januar 1943 wurde César Zagnoli der Pianist seines Orchesters, mit dem er für Auftritte in der Karnevalsaisonbei Radio Monumental nach Montevideo reiste. Nach der Rückkehr nahm Zerrillo mit seinem Orchester einen Titel beim Label Odeon auf und trennte sich danach von ihm. Verbliebene vertragliche Verpflichtungen erfüllte das Orchester unter der Leitung Zagnolis.
Zerrillo selbst reiste wieder nach Montevideo, wo er nach einer Pause Anfang 1944 sein letztes Orchester gründete, mit dem er im Rambla Hotel und im Palacio Salvo debütierte. Seine Sänger waren Francisco Amor und Luis Alberto Fleitas. Da der erhoffte Erfolg ausblieb, zog sich Zerrillo vom Musikgeschäft zurück und arbeitete bis zu seinem frühen Tod 1955 für ein Verlagshaus und eine Versicherungsgesellschaft.